# Tunnels (suite romanesque)
Pour les articles homonymes, voir Tunnels.
Tunnels est une série de romans écrite par Roderick Gordon et Brian Williams, publiée en France aux Éditions Michel Lafon à partir de 2008.

## Suites
La série compte 6 tomes :
- le tome 1, Tunnels (sorti le 27 mars 2008, 440 pages) ;
- le tome 2, Tunnels : Profondeurs (sorti le 13 novembre 2008, 400 pages) ;
- le tome 3, Tunnels : Chute libre (sorti le 30 avril 2009, 456 pages) ;
- le tome 4, Tunnels : Plus proche (sorti le 29 avril 2010, 415 pages) ;
- le tome 5, Tunnels : Spirale (sorti le 1er décembre 2011, 365 pages);
- le tome 6, Tunnels : Armageddon (sorti le 14 août 2013, 346 pages) ;

## Éditions
Édition grand format : Michel Lafon, 2008  (ISBN 978-2-7499-0819-9).
Un film avait été annoncé mais il n'y a plus eu de nouvelles depuis plusieurs années. Par contre, on peut remarquer que dans les remerciement du dernier tome, les auteurs semblent réclamer le film à Barry Cunningham.

## Résumé complet des 6 tomes

### Tome 1:Tunnels
Partie 1 : Premiers coups de pioche
La principale influence dans la vie de Will Burrows, quatorze ans, est son père, le Dr Roger Burrows. Ensemble, ils partagent un intérêt pour l'archéologie et une fascination pour le passé enfoui. Will vit à Highfield près de Londres, avec son père, sa mère Célia, qui passe son temps devant la télévision, et sa sœur Rebecca. Lorsque le Dr Burrows commence à remarquer que des gens inhabituels vivent à Highfield et disparaissent par la suite, Will et son ami, Chester, se mettent à leur recherche. Ils découvrent un passage bloqué derrière des étagères dans la cave de la maison Burrows et le libèrent.
Partie 2 : La Colonie
Le passage mène à une porte fixée dans la roche. Will et Chester empruntent le vieil ascenseur qui se trouve derrière et qui mène à une rue pavée souterraine, éclairée par une rangée de lampes à globes lumineux, émettant une lumière perpétuelle. Ils tombent sur des maisons qui semblent être sculptées sur les murs de l’immense caverne eux-mêmes.
Ils sont rapidement capturés par la police de la communauté souterraine appelée la Colonie. En prison, Will est soumis à des séances intensives de lumière noire, une technologie permettant d’hypnotiser une personne et de reprogrammer son cerveau. Il reçoit la visite de M. Jérôme et son fils, Cal. Ils révèlent à Will qu’il est en fait né dans la Colonie, qu’il se nomme en réalité Seth Jérôme, et qu’ils sont sa vraie famille. Will est finalement libéré et emmené à la maison Jérôme.
Will apprend que les Styx, les chefs religieux de la colonie, vont soit asservir Chester soit le bannir dans les Profondeurs, livré à lui-même. Son Oncle Tam est ravi de voir Will. C’est un délinquant connu par les Styx, qui mène une résistance secrète contre leur tyrannie. Il est le frère de la mère biologique de Will, Sarah Jérôme, qui s’est enfuie avec Will en surface à la mort de son dernier fils, renonçant à obéir aux Styx responsables de sa mort. C’est une icône de la résistance, puisqu’elle est la seule personne à avoir su fuir les Styx sans se faire rattraper. Elle vit toujours cachée à la surface à l’heure actuelle.
Tam informe Will que son beau-père était récemment là-bas, et avait volontairement pris le train des mineurs descendant dans les Profondeurs - un endroit encore plus profond que la Colonie. Will refuse d'abandonner son ami, et l'oncle Tam établit un plan pour porter secours à Chester et le ramener à la surface. Will part seul pour sauver Chester, mais il est suivi par Cal qui refuse de quitter son frère, et par Bartleby, le «chasseur» de Cal, un gros chat. Les Styx arrivent, accompagnés de Rebecca, en réalité un agent Styx depuis le début. Ils sont obligés d’abandonner Chester et de s’enfuir.
Partie 3 : La Cité Éternelle
Pour éviter les soldats Styx et leurs limiers, ils passent par La Cité Éternelle, une ancienne ville souterraine désertée à cause d’un gaz toxique. Will donne le seul masque qu’il possède à son frère (qui ne devait pas faire partie de la mission), et retient sa respiration comme il peut. Ils émergent finalement sur les rives de la Tamise. Ils se rendent à son domicile à Highfield, mais la santé de Will se détériore, à cause du gaz toxique qu’il a inhalé. Cal l’aide alors à atteindre l’appartement de sa tante Jeanne, la sœur de Célia, qui accepte de les héberger.
Ils retournent ensuite sous terre pour retrouver le Dr Burrows et tenter un second sauvetage de Chester. Ils rencontrent une autre patrouille Styx dans la Cité Éternelle, et déclenchent des feux d’artifice pour se défaire des limiers. L'oncle Tam les retrouve et ils s’enfuient vers le labyrinthe menant à la Colonie. Rattrapés par la panoplie Styx, ils s’enfuient sur les ordres de Tam, qui reste pour les couvrir. Après un combat singulier, il parvient à tuer le chef de la panoplie, surnommé La Mouche, en réalité le père de Rebecca. Il est cependant mortellement blessé, et les Styx qui se tenaient en retrait ne tardent pas à l’achever.
Avec l'aide d'Imago Freebone, un membre du gang de l'Oncle Tam, Will et Cal s’échappent et sont envoyés dans le train des mineurs. Ils y trouvent Chester, sain et sauf, et heureux de les retrouver. Ils s’enfoncent dans la terre hostile des Profondeurs, avec le maigre espoir de retrouver un jour le Dr Burrows.
Épilogue
Imago, retourné à la surface pour fuir les Styx, meurt empoisonné par Rebecca, déterminée à retrouver Will coûte-que-coûte.

### Tome 2:Profondeurs
Partie 1 : À découvert
Sarah Jérôme, la mère biologique de Will, descend d'un bus pour aller à pied à une chambre cachée construite sous un pont dans une zone rurale éloignée. Là, elle recueille une lettre indiquant que son frère Tam est mort, car il a été vendu aux Styx par Will. Sarah est remplie de chagrin, et a du mal à croire que son fils est capable de cela.
Pendant ce temps, Will et Chester sont ravis d'être réunis une fois de plus alors que le train des mineurs descend à travers la Terre sur son chemin vers les Profondeurs. Le frère cadet de Will, Cal, est aussi avec eux. Le train passe par une série de portes de tempête et, à l'approche finale à la gare des mineurs, les trois garçons sautent de leur wagon. Ne s’étant pas fait repérés, ils se déplacent plus loin dans les Profondeurs, là où ils sont attaqués par des chauves-souris carnivores et sont contraints de se réfugier dans une vieille maison abandonnée. Dans la maison, ils trouvent des preuves que le beau-père de Will, le Dr Burrows, est passé par là.
Sarah se déguise, afin de pouvoir interroger la dérangée Mme Burrows, qui réside actuellement à Humphrey House. Mais quand sa peur que Will ait effectivement tué Tam obscurcit son jugement, Mme Burrows se rend vite compte de la tromperie, forçant Sarah à fuir. Bientôt, elle rencontre un Bartleby amaigri et très faible, qui l'emmène dans une cachette. Là, quelques jours plus tard, Rebecca et les Styx la retrouvent et lui font croire avec certitude que Will a effectivement tué Tam. Rebecca lui dit qu'elle sait où se trouve Will, et qu'il a contraint Cal à venir avec lui, et, si elle n'agissait pas rapidement, Will pourrait le tuer aussi. Bartleby était le chasseur de Cal dans la Colonie, et il est maintenant le sien. Enfin, ils expliquent que Cal et Bartleby partageaient un lien très fort, et, à cause de son amour pour Cal, le chat serait en mesure de le traquer partout…
Le Dr Burrows, quant à lui, est toujours vivant, au cœur des profondeurs. Il a été accepté par un étrange groupe de personnes pacifiques appelées Coprolithes. Malheureusement pour eux, un détachement spécial du Styx appelé limiteurs les asservissent et les tuent. Après avoir récupéré des provisions auprès des Coprolithes, le Dr Burrows se remet en route, continuant plus loin dans les Profondeurs, en gardant son carnet avec lui à tout moment.
Partie 2 : Retour au bercail
Sarah est emmenée pour voir sa mère, grand-mère Macaulay, dans son ancienne maison. Mamie Macaulay a été convaincue par les Styx que Will était responsable de la disparition de Tam, elle nourrit de la vengeance à l’égard du garçon et demande à Sarah de se venger. Sarah est ensuite escortée à la garnison Styx où elle se repose, reçoit une formation militaire, et est également soumise à des sermons du livre de catastrophes, la Bible des colons.
Craignant que leurs approvisionnements alimentaires soient faibles, Will et Chester descendent avec Cal dans une ouverture dans le sol de la Grande Plaine, où Cal entre dans une caverne remplie d'organismes en forme de tuyau non identifiés. Lorsqu’il trébuche, Cal touche l'un de ces organismes, puis s'effondre. Will et Chester découvrent que le garçon ne respire pas, mais ils sont contraints de fuir la caverne afin de sauver leur propre vie.
À la surface, c'est l’aube en Angleterre. Rebecca et une escouade de Styx sont sur le toit d’Admiralty Arch surplombant Trafalgar Square, avec des paniers de colombes. Attachée à la patte de chaque oiseau, une petite boule de métal qui, lorsqu'elle fond au soleil, va libérer une petite quantité d'une forme non mortelle du virus que les Styx ont développé, le Dominion.
Partie 3 : Drake et Elliott
Après la mort de son frère, Will est fou de chagrin et Chester devient de plus en plus préoccupé par ses agissements étranges. Peu de temps après, ils sont témoins de l'exécution d'un groupe de Coprolithes par une patrouille de limiteurs Styx. Le comportement anormal de Will reprend la main, et il lui demande un morceau de chewing-gum. Avant qu'il ne le déballe, il se retrouve avec un couteau sous la gorge. Un homme parle, en leur disant d'enterrer la gomme, puis de venir avec eux. Il tente visiblement de les protéger des limiers. En l'absence d'autre alternative que de faire ce qu'on leur dit, Will et Chester se conforment à ses exigences.
Les deux inconnus se présentent comme des renégats, à savoir Drake, un homme d’une quarantaine d’années et Elliott, une jeune fille de l’âge de Will, mais étrangement mature pour son âge. Drake se rend vite compte qu'il est important de garder Will en vie parce qu'il pense qu’il est peut-être la cause de l'accroissement de la présence Styx dans les Profondeurs et aussi parce qu'il découvre que Will est le fils de Sarah Jérôme. Cal, que Will et Chester pensaient mort dans un «piège de sucre», est réanimé en catastrophe par Drake.
Sarah persuade son ami Joseph de la laisser quitter la garnison Styx pour qu'elle puisse retourner dans les taudis, un endroit où les colons les plus démunis sont laissés à pourrir, et où, elle et son frère Tam ont joué étant enfants. Cependant, alors qu’elle traverse la région, elle est reconnue et saluée par la population comme leur héroïne. Lorsqu’elle quitte les taudis, elle est accueillie par Rebecca qui lui dit qu'ils doivent à présent descendre dans les profondeurs à bord du train des mineurs.
À la surface, le virus créé par les scientifiques Styx s’est répandu et fait des ravages sur l'Angleterre. Les symptômes sont la toux et les yeux gonflés, ce qui rend la lecture difficile. Mme Burrows est très énervée. Bientôt une femme décède, peu de temps après, le laboratoire qui étudiait le virus est brûlé. Quand un homme aux nouvelles affirme qu'il ne s’agissait pas d'un incendie criminel mais d'une expérience qui a fait sauter le labo, tuant cinq scientifiques, Mme Burrows, persuadée du contraire, se met en colère.
Partie 4 : L’île
Quand ils sont attaqués par des limiteurs, Will se sépare par mégarde de Drake, Elliott, Cal et Chester, et sans aucune nourriture ni lumière, il est complètement perdu dans les tubes de lave pendant plusieurs jours. Il finit par s'en dégager et finit par retrouver Chester. Pendant ce temps, Drake et Elliott gardent Cal avec eux en cherchant Will dans la Grande Plaine et ils arrivent à un endroit appelé le Bunker, qui semble avoir autrefois servi aux Coprolithes. Une salle dans le Bunker est maintenant utilisée pour tester le virus du Dominion, que les Styx ont l'intention d'utiliser pour décimer la population en surface. Après une embuscade Styx, Drake est capturé et emmené à l'extérieur du bunker, alors qu’Elliott et Cal parviennent à s'échapper. Elle retrouve Will et Chester, puis les amène tous à une île dans une mer souterraine.
Elliott prend Will comme éclaireur et découvrent que Drake est torturé. Elliott décide de le tuer pour abréger ses souffrances, elle demande à Will de l’exécuter avec sa carabine équipée d’une lunette. Il le fait, mais sans être sûr d’avoir atteint son objectif et trop terrifié pour vérifier. Quand ils reviennent au camp, Elliott capture un «crabe de nuit» pour un repas, qui s'identifie comme une espèce relique des Anomalocaris.
Partie 5 : Le Pore
Dr Burrows débouche dans un temple, construit par une civilisation qui vénère un soleil intérieur, comme au centre de la Terre. Il découvre de grands acariens, nommées «vaches des cavernes», puis tombe accidentellement dans un immense trou, large de plusieurs kilomètres.
Le plan initial d’Elliott était d’emmener les garçons dans les zones humides, où ils seraient en sécurité. Elle les emmène à travers un tunnel, mais rapidement Bartleby apparaît, et Cal est ravi. Elliott tire sur un étranger qui s’avance, et qui s'avère être Sarah Jérôme, habillée en limiteur. Will lui assure qu'il n'a pas tué Tam, puis lui et les autres continuent leur chemin, après qu’elle a insisté pour l’abandonner, car elle était trop gravement blessée et ne ferait que les ralentir. Sarah reste seule, mourante, dans l’obscurité de la caverne.
Ils arrivent à l'énorme trou, le Pore, celui dans lequel le Dr Burrows est tombé. Il s'étend encore plus profondément dans la surface de la Terre. Ils sont rapidement pris en embuscade par Rebecca, et elle révèle à Will qu'il n'y a pas une, mais deux jumelles, qui ont vécu alternativement avec lui, se faisant passer pour sa sœur cadette. Elles révèlent leur complot visant à tuer tous les surfaciens avec un virus mortel appelé Dominion, qui a été extrait de la Cité Éternelle par la Division Styx. Elles affirment aussi que l’individu sur lequel Will a tiré n’était pas Drake, ce qui surprend Elliot et Will. Les jumelles donnent alors l’ordre aux limiteurs d'ouvrir le feu et Cal est tué dans un instant d’imprudence, pour être sorti de sa cachette effrayé par les tirs. Will, Elliott, Chester et Bartleby sont soufflés dans le Pore par les armes lourdes des Styx. Les jumelles Rebecca présument qu'ils sont morts et les limiteurs cessent le feu.
Sarah, qui est aux portes de la mort à cause de ses blessures par balles, est retrouvée par Drake. Elle puise ses dernières forces et, dans une fuite en avant, elle entraîne les jumelles Rebecca avec elle dans le Pore. Les fioles contenant le Dominion et son antidote, attachées au cou des jumelles, tombent également dans les entrailles du monde…
Quelques jours plus tard, Drake qui a regagné la surface, remarque un colon qui observe Mme Burrows. Il veut sa vengeance sur les Styx.

### Tome 3:Chute libre
Partie 1 : Plus loin, plus proche
Chester Rawls est le premier à reprendre conscience sur une plate-forme fongique, loin dans le Pore, où Will Burrows, Elliott, Bartleby et lui se sont écrasés, aidés par la gravité qui diminue avec la profondeur. Après que Will a localisé le cadavre de son frère et l’ait laissé tomber vers les entrailles de la Terre, pour lui dire un ultime adieu, lui et Chester transportent Elliott, blessée. Ils se mettent à explorer ce monde inconnu et effrayant. La tâche de se déplacer à travers les passages en portant Elliott et leur équipement est facilitée grâce à la gravité réduite à cette profondeur.
Avec l'aide du flair de Bartleby, ils découvrent que quelqu'un d'autre vit là-bas, mais sont attaqués par des créatures carnivores géantes appelées araignées-singes. Ils sont sauvés par l'intervention de Martha, une femme d’une cinquantaine d’années qui habite ici. Elle les emmène à l'endroit où elle vit, une cabane construite par les survivants d'un galion qui a été aspiré par le fond dans un autre des trous géants semblable au Pore. Elle accepte de s’occuper d’Elliott et de protéger les deux garçons.
Pendant ce temps, les jumelles Rebecca, qui ont été poussées dans le Pore par Sarah Jérôme dans son dernier acte avant de mourir, sont conscientes que Will est vivant et commencent à comploter contre lui avec deux soldats Styx des forces spéciales, appelés limiteurs. L’une des Rebecca et un Limiteur atteignent le père de Will, le Dr Burrows et tentent de le forcer à trouver un moyen de sortir du Pore. Le Dr Burrows semble ne pas comprendre que les Styx sont dangereux et capables d'une grande cruauté. De plus, il ne mesure pas à quel point Rebecca est importante dans la société des Styx et la considère encore comme sa petite fille, à son grand regret.
Pendant ce temps, Drake, immédiatement après la mort de Sarah et le plongeon d’Elliott et des garçons, traverse les Profondeurs au pas de charge, aidé par les Coprolites qui lui prêtent une de leurs foreuses à lame en diamant, pour pénétrer dans le bunker et faire exploser les cellules où reposaient des cadavres de sujets tests contaminés par le Dominion. Lorsque le vieux Styx arrive sur place, il comprend que Drake est derrière tout cela et qu’aucune trace de Dominion n’a pu subsister de l’explosion.
Partie 2 : La cabane de Martha
Dans la cabane de Martha, l'état d’Elliott se détériore, elle a attrapé une fièvre dévorante. Martha prévient Will et Chester que son fils Nathaniel est mort après une fièvre du même genre, après avoir été blessé lors d'une expédition deux ans auparavant. À la grande surprise de Will, l'autre jumelle Rebecca se présente seule à la cabane et Will empêche Chester et Martha de la tuer. La jumelle affirme qu'elle est innocente et a dû respecter les plans maléfiques de sa sœur. Will semble lui donner le bénéfice du doute, mais Chester et Martha sont très sceptiques. Will est un peu plus convaincu quand la Rebecca lui donne deux fioles, contenant soi-disant l'un le virus du Dominion et l'autre son antidote.
L’état d’Elliott s'aggrave, et Will découvre que Martha leur a caché de mystérieuses boîtes, des médicaments à peine périmés, venant tout droit de la surface. Il y a peut-être une chance de sauver Elliott, à condition de mener d’urgence une expédition vers la source de ces médicaments modernes pour sauver la jeune fille. Bien que Martha soit réticente à se risquer dans un tel voyage, elle finit par les mener vers le «navire de métal» que son fils avait trouvé.
Partie 3 : Le navire de métal
Quand ils y arrivent, ils se rendent compte que le navire de métal est en fait un sous-marin nucléaire russe moderne, et ils sont obligés de se mettre à l'abri à l'intérieur pour éviter les «Lumineux», des insectes géants brillants et semblables à des anges monstrueux, et pour donner des antibiotiques à la jeune fille.
Lorsqu’ils sortent finalement du sous-marin, la seconde jumelle Rebecca fait son apparition avec le Dr Burrows et les deux limiteurs. Will réalise que la jumelle qui les a accompagné depuis le début lui a menti. Elle ordonne à Bartleby de l’attaquer, car le chasseur a été conditionné pour suivre ses ordres après avoir subi la lumière noire des Styx dans la Colonie. L’un des limiteurs est tué par un Lumineux, mais les Rebecca ont encore une longueur d'avance. Juste au moment où il semble que tout soit perdu, Elliott révèle qu'elle est à moitié Styx, elle a compris que les jumelles ne veulent pas un échange mais simplement les tuer tous, après avoir écouté leurs conversations dans la langue des Styx. Elle amorce l’un des explosifs de son sac à dos. Dans l'explosion qui suit, Will et son père sont séparés de Chester, Elliott, Martha et Bartleby, tandis que les jumelles Rebecca et le limiteur survivant se sont réfugiés dans le sous-marin russe, qui a été renversé par l’explosion dans le trou géant devant lequel il se trouvait, baptisé «Jeanne la fumeuse» par Will en l’honneur de la sœur de Célia.
Partie 4 : Le port souterrain
Séparé de ses amis et ne sachant pas s’ils sont vivants ou non, Will est convaincu par son père de remonter vers la surface. Ils tombent finalement sur un port souterrain, un abri antiatomique profondément enfoui, construit pendant la guerre froide. Will et le Dr Burrows parviennent à trouver un moteur hors-bord en état de marche et l'attachent à un bateau. Puis, ils remontent la rivière souterraine reliant l'abri antiatomique à la surface et émergent dans le Norfolk, où ils se mettent en chemin pour retourner à Highfield, et retrouvent Drake.
Partie 5 : De retour à Highfield
Mme Burrows, la belle-mère de Will, parvient enfin à vaincre sa dépendance à la télévision et retourne à Highfield où elle est surveillée de près par les agents Styx. Sur l'insistance du Dr Burrows, Drake l’emmène retrouver sa femme, révélant ainsi aux Styx que le Dr Burrows et Will sont de retour à la surface.
Mme Burrows décide de demeurer en surface avec Drake, qui a demandé à Will de retourner sous terre et de s’assurer que tout risque du virus du Dominion a été neutralisé. Will est accompagné par son père et ils se remettent en route vers l'endroit où le sous-marin a été projeté de la corniche dans «Jeanne la fumeuse» et retrouvent Chester, Martha, et Elliott, qui a complètement récupéré.
Partie 6 : Le départ
avec l'aide d'une équipe d'anciens soldats du SAS, conçoit un plan pour piéger l'un des plus importants Styx, le «vieux Styx», le grand-père des jumelles, en utilisant Mme Burrows comme appât. Mais la mission échoue. Les Styx se servent de leurs alliés Oscar Embers et Mme Tantrumi, d’anciens amis de Roger Burrows, pour propager une onde sonique qui fait s’évanouir tous les soldats. Toute l’équipe est arrêtée, à l’exception de Drake, qui est emmené in extremis par un inconnu quelques secondes avant l’arrivée des Styx, mais Mme Burrows est capturée et emmenée dans la Colonie où elle est soumise à des séances intensives de lumière noire. Étonnamment, Célia semble résister à ses bourreaux. Ils sont obligés de lui infliger des doses insupportables de lumière noire pour percer tous ses secrets. Elle est confiée à l’officier en second, un agent de police, qui a pitié d’elle alors qu’elle est complètement inconsciente et plongée dans un coma profond… Pendant ce temps, le Dr Burrows, dans un saut de la foi, se jette dans le gouffre, suivi par son fils et finalement par Elliott et Bartleby. L'hypothèse du Dr Burrows est que la gravité diminue avec la profondeur ce qui se révèle être vrai. Après avoir localisé le sous-marin, posé en contrebas, ils recherchent d’éventuels survivants Styx. Le Dr Burrows, poussé par sa conviction qu'il y a un monde au centre de la Terre, les envoie tous plonger dans le vide.
Après être passés dans une immense salle sans gravité, où d’immenses cristaux en lévitation émettent des lumières de triboluminescence, ils débouchent dans un immense cratère, et émergent dans le «Jardin du Second Soleil» - un monde caché au centre de la Terre, avec son propre soleil, des montagnes, des océans et des animaux depuis longtemps disparus de la surface. Aidé par Will, le Dr Burrows commence à enquêter sur l'une des trois pyramides de type maya qu'ils y trouvent, et il semble qu'ils soient enfin en sécurité des Styx… Jusqu'au moment où Elliott aperçoit des traces de pas. Elle et Will suivent Bartleby sur cette piste et découvrent que les jumelles Rebecca et le limiteur sont également parvenus jusqu’au monde caché.
Elliott fomente une embuscade pour se débarrasser des Styx une fois pour toutes, mais Will lui désobéit et se faufile pour récupérer les fioles du Dominion. Il est découvert par l'une des jumelles Rebecca, ouvre le feu sur celle qui fut sa sœur. Le limiteur se jette sur Will, à terre, mais est abattu par la carabine d’Elliott, postée en sniper pour le couvrir. Will s’échappe alors qu’elle fait exploser le cratère dans lequel les jumelles avaient monté leur campement. Loin d'être en colère contre la désobéissance de Will, Elliott le récompense en l’embrassant sur la joue. Tout semble aller bien pour eux à présent, débarrassés définitivement de la menace du virus, ils mènent une vie paisible, le Dr Burrows  étudiant les pyramides et Will et Elliott vivant enfin en paix dans ce monde idyllique. Mais un jour, le Dr Burrows aperçoit un bombardier allemand de la Seconde Guerre Mondiale, un Stuka, dans ce ciel perpétuellement illuminé.

### Tome 4:Plus proche
Partie 1 : Révélations
Dans le monde intérieur, avec son propre soleil au centre de la Terre, les jumelles Rebecca avaient plongé dans un étang afin d'échapper à l’explosion déclenchée par Will et Elliott, et finalement survivent grâce à de l’air respirable piégé dans le toit d'un puits de mine qui, après avoir été inondé, a formé cet étang à côté duquel les jumelles ont campé. Rebecca «bis», comme l’appelle Will pour la différencier de sa sœur, soigne la blessure par balle infligée par Will à sa sœur jumelle au cours de l'embuscade. Chester et Martha retournent à la surface, où le garçon est très désireux de retrouver ses parents, mais Martha l’en empêche. Elle éprouve un attachement obsessionnel pour le garçon, en le voyant comme un substitut de son fils Nathaniel, décédé dans les profondeurs du Pore. Chester est retenu prisonnier, et commence à monter un plan pour s'enfuir, mais n'ose pas le mettre en pratique. Pendant ce temps, dans le centre de la planète, les Rebecca arrivent sur une métropole moderne, avec des hélicoptères à double rotor et d’autres véhicules, y compris les voitures ressemblant à des Volkswagen. Chester, quant à lui, s’échappe en marchant dans la nuit. Soudain, Martha l'attrape, et Chester panique, allant même jusqu'à la frapper. Quand il exige une explication, elle prétend qu'elle a essayé de le protéger d'un lumineux, qui les a suivi dans leur remontée par le port souterrain.
Les Rebecca trouvent la ville, et se rendent compte qu'elle est très bien entretenue et peuplée. Étant des étrangers potentiellement hostiles, ils effrayent les passants, ce qui provoque l'arrivée d'une escouade de l'armée locale. Les habitants de la ville sont les descendants d’une expédition de l'Allemagne nazie qui est arrivée au cours de la Seconde Guerre Mondiale pour faire perdurer à tout prix le Troisième Reich. Des nombreuses escouades de limiteurs arrivent peu de temps après, envoyées par le Vieux Styx après la chute des jumelles, alors qu’un médecin commence à examiner les blessures de Rebecca. Pendant la Seconde Guerre Mondiale, les Styx étaient les alliés du Troisième Reich. Le responsable de l'équipe les informe que l’immense ville constitue la «Nouvelle Germanie». Alors que Rebecca se trouve dans un hôpital Néo-Germain, l'agent emmène Rebecca bis et le général des limiteurs à la chancellerie de Nouvelle Germanie, que les Styx intimident en les persuadant de retrouver Will et son groupe.
En surface, la nourriture que Martha donne à Chester le rend malade. Ils entrent dans un petit chalet sans surveillance. Ils découvrent qu'il est bien entretenu, récemment habité. Une nuit, Chester essaye d’appeler discrètement ses parents, quand il est touché à la tête et assommé par Martha. Drake, qui se réveille dans une chambre qu'il ne reconnaît pas. Il se dirige vers une fenêtre, et se rend compte qu'il est encore en surface. Il est ensuite accueilli par son sauveur, un ancien limiteur nommé Edward James Green, qui estime que les Styx prennent des mesures inutiles avec leur objectif de récupérer le contrôle de la surface. Il se révèle aussi être le père d'Elliott. Drake le surnomme «Eddie» pour le tourner en ridicule après que celui-ci lui a laissé choisir comment il pourrait l’appeler.
Will, le Dr Burrows, et Elliott, toujours dans le monde intérieur, découvrent un groupe de crânes, qui prouve qu'il y a bien des habitants indigènes vivant ici. Le Dr Burrows prétend également avoir vu un Stuka. Elliott a préparé des systèmes d'alerte en cas d’intrusion. Elle prépare également une cachette où se réfugier en cas de danger, et montre à Will l'ancien passage que les Rebecca ont utilisé pour entrer dans le monde intérieur. Pendant ce temps, Eddie et Drake entrer dans une cave, et Drake découvre une zone semblable à une salle de réunion. Il découvre différents éléments Styx, y compris une lumière noire. Eddie laisse ensuite Drake, lui donnant les clés de l'entrepôt et de l'appartement. Will et Elliott trouvent un peu de temps libre ensemble, mais sont vite interrompus par le Dr Burrows, qui enquête sur les pyramides, contre les précautions indiquées par Will et Elliott. Chester, en surface, est pris en otage par Martha, et est alimenté d'une mystérieuse viande. Drake et Eddie finissent par le trouver, mais il se révolte quand il découvre qu'il mangeait de la viande humaine. Célia, elle, est toujours en vie, gardée par l’officier en second, mais sa présence dans la maison commence à rendre sa famille très impopulaire. Elle regagne lentement le contrôle de son corps, mais sa vue a été gravement altérée et elle compense cela en utilisant un super-sens olfactif qu'elle a naturellement développé. La famille commence à comploter contre elle, à l’insu de l’officier en second. Chester rencontre Eddie, et veut retrouver ses parents. On apprend également que le Premier Ministre a lui aussi été soumis à la lumière noire, et répond donc à présent aux ordres des Styx. Les Rebecca réussissent à convaincre le chancelier de Nouvelle-Germanie de leur laisser utiliser les hélicoptères pour partir à la recherche de Will, du Dr Burrows et d’Elliott.
Partie 2 : Contact
Les Rebecca trouvent Tom Cox, un ancien allié douteux de Drake, devenu allié des Styx, et jeté dans le Pore par le vieux Styx après la chute de Will, Elliott et Chester. Le chancelier leur présente ensuite le colonel Bismarck pour les aider dans leur recherche des fioles du Dominion. À bord de leurs hélicoptères, ils vont vers les pyramides. Ils y trouvent Will et le Dr Burrows, qui leur échappent de justesse en entrant dans la pyramide. Ils y trouvent d’étranges dessins sur le sol et les murs, représentant une carte des continents étrangement précise pour une construction vieille de plusieurs millénaires. Ils sont encerclés par les «broussards», surnommés ainsi par Will qui les prenait au départ pour des arbres, mais qui sont en fait une tribu indigène vivant autour des pyramides. Ceux-ci les livrent aux Styx, et ils sont capturés par les jumelles. Elliott regarde la scène du haut de l'un des arbres géants de la forêt, et, alors que Cox est sur le point de couper l’un des doigts de Will à la demande des Rebecca, elle lui tire une balle dans la tête. Les Rebecca sont furieuses, et elles tirent alors sur le Dr Burrows en représailles, ce qui met fin à ses jours. Elles exigent alors qu’Elliott se rende et leur ramène immédiatement le Dominion, alors qu’ils ont déjà trouvé la fiole de l’antidote, brisée, dans la forêt. Elliott approche avec un kit de kamikaze, les fioles dans son sac rempli de bombes, et le doigt pressé sur la détente, de sorte que si elle relâchait sa pression ou qu’elle était tuée, le virus serait immédiatement détruit. Elle oblige alors les Rebecca à les laisser partir, en échange du virus. Ils trouvent un accord, et l'échange est effectué alors que Will et Elliott quittent la pyramide à bord de l’hélicoptère avec le colonel Bismarck. Pendant ce temps, Eddie informe Drake que les Styx obtiennent leurs virus à partir des escargots qui vivent dans la Cité Éternelle. La tentative de Chester de communiquer avec ses parents se déroule terriblement mal, car les Styx les ont endoctriné à la lumière noire, et ils ne le reconnaissent même pas.
Partie 3 : Restitution
Le Colonel Bismarck ne peut pas faire atterrir Will et Elliott à leur campement d'approvisionnement dans la jungle à cause de l'une des fréquentes tempêtes, il les pose donc au plus près de l'emplacement que possible. Une fois posé, Will, très remonté contre Elliott, lui demande pourquoi elle a donné le virus aux Styx. Elle lui dit qu'elle a ingurgité le vaccin avant de faire tomber la fiole. Pendant ce temps, Chester et Drake déprogramment les parents de Chester, en les brusquant très brutalement, et ils finissent par retrouver leurs esprits. Eddie et Drake inspectent aussi un portail vers le monde souterrain, en préparation d'une opération souterraine. En outre, les jumelles Rebecca et leurs limiteurs font prisonniers les Néo-Germains qui leur ont été assignés pour commencer leur plan de conquête de la Nouvelle Germanie. Alors qu’ils vident le cerveau des captifs, il devient évident que Rebecca bis commence à tomber amoureuse du capitaine Johan Franz, l'officier Néo-Germain qu’ils ont rencontré en premier en arrivant dans la ville. Will et Elliott récupèrent leurs armes et des fournitures et commencent à faire route vers l'ancien passage menant à l'abri antiatomique. Dans la Colonie, le vieux Styx raconte à l'officier en second qu'il devrait être prêt à laisser les scientifiques Styx prendre Célia pour qu’elle soit examinée pour voir comment elle a pu résister à une telle dose de lumière noire.
Partie 4 : À l'attaque !
Drake et Eddie quittent l'entrepôt pour placer des pesticides qui anéantiront les escargots de la Cité Éternelle, laissant derrière Chester regarder des films. Pendant ce temps, la famille de l'officier en second se réjouit lorsque la soi-disant comateuse Célia Burrows est prise pour voir son cerveau examiné par les scientifiques. Colly, le chasseur de la famille avec qui Célia s’est lie d'amitié, aboie à tout rompre, et ils ne comprennent pas pourquoi elle est si triste. Will et Elliott marchent sans arrêt jusqu’à l'abri antiatomique, mais sont coincés là car Chester et Martha ont pris le seul bateau intact. À l'entrepôt, Chester appelle son père pour lui dire que leur rôle dans le plan de Drake est prêt, mais il constate que sa mère a disparu. Il lui dit que le plan n'a pas changé, et que le dernier endroit où il voudrait être c'est l'hôtel si Emily Rawls est en effet tombée sous le joug des Styx. Drake et Eddie placent les charges et les font exploser, libérant un nuage de pesticide qui va détruire les escargots de la Cité. Chester et Jeff Rawls font route vers le portail, vont à l'entrepôt et commencent à déballer le matériel que Drake leur a donné à emporter avec eux, dont deux Bergens, des armes à feu. Après avoir combattu une patrouille Styx sur leur chemin, Drake attaque Eddie, lui faisant perdre connaissance. Il a fait cela en partie parce qu’alors qu’il travaillait pour les Styx, Eddie a torturé et tué un ami proche de Drake, puis a menti à propos de l'incident de Drake, mais surtout parce que Eddie ne cautionnerait pas ce que Drake et Chester étaient sur le point de faire. Pendant ce temps, les Rebecca terminent leur prise de contrôle de la Nouvelle Germanie. Drake et Chester se frayent un chemin à travers le labyrinthe, et attaquent l'alimentation en air de la Caverne Sud, introduisant dans la tuyauterie un gaz neurotoxique (qui était dans l'un des Bergens que Chester a amené avec lui) pour neutraliser autant de colons que possible, de sorte qu'ils ne pourront pas interférer dans la prochaine partie de la mission. Pendant ce temps, l’officier en second et Colly vont aux laboratoires pour rendre une dernière visite à Célia. Drake et Chester arrivent dans les laboratoires, neutralisent les colons que le gaz neurotoxique n'a pas atteints et posent des explosifs (qui étaient dans l'autre Bergen) dans le bloc Nord, qui se spécialise dans les armes et la recherche de guerre biologique. Drake et Chester cherchent d’éventuels surfaciens captifs. Chester trouve l'officier en second et se bat avec lui, car il croit qu’il a été complice de sa torture, et l’officier a une dent contre Will et ses amis car ce dernier l’a frappé et rendu inconscient pendant la tentative infructueuse pour sauver Chester de la prison. Mme Burrows arrête de faire semblant d'être inconsciente pour arrêter le combat, mais Eddie (qui a récupéré entre-temps) les enferme dans la salle d'opération. Eddie paralyse alors Drake avec le conditionnement à la lumière noire qu’il lui a infligé les jours précédents. Eddie parle à Drake, qui est encore conscient mais incapable de bouger, il lui explique qu'il avait mal évalué la façon dont les événements allaient se jouer. Il dit qu'il veut la victoire de Drake et de ses amis afin qu'il puisse prendre le contrôle des Styx. Il frappe alors Drake, le rendant inconscient. L’officier en second, Chester, et Célia tentent en vain d'ouvrir la porte jusqu'à ce que cette dernière ne demande à Colly de réveiller Drake afin qu'il puisse ouvrir la porte. Cela fonctionne et ils s’échappent du bloc juste avant qu'il n'explose. L’officier quitte le groupe, et Célia, Chester, Drake, et Colly remontent en surface. Ils se dirigent vers l'entrepôt d’Eddie pour constater qu'il a disparu, laissant seulement Jeff Rawls inconscient.
Partie 5 : Retrouvailles
Drake ramène Will, Bartleby et Elliott de l'abri antiatomique, et les emmène vers le reste du groupe, qui campe avec un groupe tsigane. Ils s’en vont ensuite vers une maison sûre. Pendant ce temps, les jumelles Rebecca, de retour dans la Colonie, expliquent en présentant au Vieux Styx les fioles du Dominion, leurs suspicions qu’Elliott ait pu boire le vaccin, et amènent avec elles leur nouvelle armée Néo-Germaine. La planque se révèle être une maison de campagne appartenant au père de Drake, Parry. Emily Rawls, à Highfield, n'est pas sous l'influence des Styx tel qu'elle l’était au départ, mais est seulement sous l’effet de la lumière noire, afin qu'elle puisse espionner Drake pour les Styx. Eddie apparaît, l’empêchant de poser une bombe pour les Styx, et l'emmène loin de Highfield. Drake revient de la ville un matin avec deux choses: une planche à roulettes pour Chester et un livre basé sur le journal du Dr Burrows pour Will. Will est dévasté quand il apprend que le livre, «La Taupe de Highfield», n'est pas la sérieuse œuvre académique qu’a rêvé son père, mais un roman pour enfants.
Épilogue
Un bulletin des nouvelles au sujet de la fermeture des trois hôpitaux où Drake a fourni des échantillons de sang d’Elliott est interrompu par un bulletin sur une attaque Styx sur la City de Londres, et la police (qui, avec le reste du gouvernement, a été manipulée par les Styx) pense que le cerveau derrière ce complot n’est autre que Drake, faisant de lui l’ennemi public numéro 1.

### Tome 5:Spirale
Partie 1 : La Phase
Le colonel Bismarck se réveille au cœur d’une scène de guerre, en plein Londres. Il a été déprogrammé de son conditionnement à la lumière noire des Styx par une explosion au cours de l'attaque de la Banque d'Angleterre. Il décide de partir en guerre contre les Styx, et rejoint Will et Drake au manoir de Parry. Drake présente Will et Chester à trois commandos retraités vivant au manoir de Parry : Sweeney "Sparks", qui a été modifié chirurgicalement pour avoir des sens améliorés et un temps de réaction plus rapide, Danforth, un génie qui a travaillé dans l'électronique de défense, et Jiggs, un roi de l’infiltration, qui se cache dans son environnement au moindre danger. Ils font également la connaissance d’Old Wilkie, le jardinier de Parry, et de sa petite-fille Stéphanie, de l’âge de Will et Chester. Les membres du manoir surveillent la présence Styx, et déconditionnent les gens soumis à la lumière noire à l'aide d'un dispositif connu sous le nom Purge, inventé par Danforth. Elliott, qui est capable de parler Styx, constate que Chester a été programmé pour appeler les Styx et signaler leur emplacement. Bartleby et Colly, les chasseurs, sont engagés dans une chasse près du manoir, quand ils rencontrent deux limiteurs en train d’espionner le manoir. Bartleby les attaque pour protéger Colly et se fait tuer par l’un d’eux. Will et le groupe décide de s’en aller quand Célia détecte les limiteurs entrant dans le manoir. Ils s’échappent, suivant la procédure d’urgence, séparés en plusieurs groupes. Le groupe de Will et Drake est acculé par Eddie le Styx, qui révèle que les limiteurs entrés dans la propriété sont sous son contrôle, qu’il était informé par Chester et qu'il a empêché Emily Rawls, la mère de ce dernier, d'être utilisée comme terroriste par les Styx. Après beaucoup d'hésitations et de discussions, il décide qu'il doit les avertir d’une nouvelle menace, la Phase. Pendant ce temps, dans la Colonie, l’officier en second commence à s'inquiéter, car les Styx négligent les colons pour se concentrer sur leurs plans en surface. Beaucoup de gens ont été déplacés dans un bidonville dans la Caverne du Nord pour faire place à l'armée Néo-Germaine, et des gens disparaissent. En surface, diverses attaques terroristes se produisent, elles sont l’œuvre de personnes soumises à la lumière noire, dans le corps desquelles on a implanté des bombes à faire exploser dans des lieux clés, comme la City de Londres, ou tuer des politiciens étrangers, afin d'attiser la haine envers l'Angleterre. Dans une usine achetée par le vieux Styx, les jumelles Rebecca ont apporté plusieurs centaines d’humains soumis à la lumière noire et en état de mort cérébrale, des hôtes parfaits pour la Phase. Ils ont également apporté des femelles Styx, qui subissent la partie du cycle de vie des Styx appelée Phase, survenant très rarement. À intervalles irréguliers (des centaines ou des milliers d'années d'intervalle), les femmes Styx se voient développer une paire de branches d'insectes dans leur dos, et un ovipositeur dans leur bouche, utilisé pour insérer des sacs d'œufs dans des hôtes humains. Dans chaque sac d'œufs, trente larves Styx éclosent et se nourrissent de l'hôte de l'intérieur, en absorbant son code génétique, ce qui explique pourquoi les Styx ressemblent de si près aux hommes. Pour les femelles Styx qui n'ont pas atteint la puberté, comme les jumelles Rebecca, seuls surviennent des maux de dos, et des saignements mineurs là où les membres insectoïdes se développeraient si elles étaient assez vieilles pour participer à la Phase. Eddie révèle également que dans le cas où la classe guerrière naissant de la Phase aurait été tuée, les Armagi seraient libérés. Les Armagi, du mot «Armageddon», signifiant littéralement Apocalypse, sont capables de s'adapter à tous les environnements, avec trois jambes sur terre, des nageoires et des branchies dans l'eau, et des ailes en l'air. L'aspect le plus terrifiant est qu'ils peuvent régénérer leur corps tout entier à partir d’une seule cellule, ce qui les rend presque impossibles à tuer. Tout cela est raconté dans le «Livre de la prolifération», un livre prophétique prédisant l’avenir de la race Styx, et dont Eddie possède un exemplaire. En apprenant cela, Drake et ses alliés décident qu'ils doivent prendre des mesures. Ils mettent en place le siège dans une base militaire appelée Complexe, un abri antiatomique pour le haut commandement britannique datant de la Grande Guerre. Alors qu’un journal télévisé révèle une forte colère dans le monde entier à cause des attentats à la bombe, Will et ses amis apprennent que les États-Unis et d'autres pays vont couper leurs liens avec la Grande-Bretagne, qui ferme ses frontières et se met sous la loi martiale. Sous terre, les Styx abandonnent la Colonie et scellent le sort des colons en évacuant les habitants des bidonvilles pour les utiliser comme hôtes pour la Phase. Enfin, Eddie est ramené à la base où Elliott le rencontre pour la première fois, et déchaîne sa fureur enfouie depuis l’enfance sur lui.
Partie 2 : Maelström
Elliott est examinée par Danforth pour s'assurer qu'elle n'est pas affectée par la Phase, car celui-ci ne sait pas si oui ou non elle peut y prendre part, étant seulement hybride mi-Styx mi-humaine. Danforth annonce qu'elle peut être tranquille pour l'instant, mais que cela peut changer quand elle aura terminé sa puberté. Dans la colonie, l’officier en chef décide de donner sa démission après que quelqu'un a tenté de brûler le poste de police de la Colonie. Son dernier acte avant de promouvoir l’officier en second à la tête de la police de la Colonie est de libérer les prisonniers. En surface, Elliott et Stéphanie se lient d’amitié, alors que le groupe tente de localiser le lieu de la Phase. Ils décident d'utiliser le programme de Drake pour trouver l'endroit où les gens sont soumis à la lumière noire, mais doivent atteindre un endroit suffisamment élevé pour étudier l'ensemble du pays. Le Sergent Finch, gardien du complexe, suggère la BT Tower à Londres. Danforth crée des détecteurs de lumière noire mobiles sur les compteurs Geiger se trouvant dans complexe, que Parry distribue à la Vieille Garde, une organisation d'anciens commandos à qui il peut faire appel en cas de besoin. Le groupe se rend à Londres via un hélicoptère Chinook et une ligne de métro désaffectée destinée à transporter Haut Commandement au Complexe si la guerre éclatait. À la tour, ils envoient les enquêteurs de la Vieille Garde aux endroits où l'activité de lumière noire est la plus élevée, mais il y en a désormais partout, alors que les Styx tentent de déstabiliser l'Angleterre pour faire place à leur invasion en provoquant des émeutes. Lorsqu'un membre de la Vieille Garde trouve une usine à Slough gardée par des limiteurs, des Néo-Germains et des soldats surfaciens reconditionnés, Parry décide de mener l’attaque à cet endroit.
Partie 3 : L’assaut
Une dispute entre les deux jumelles, à propos des sentiments naissants de Rebecca bis pour le capitaine Franz, est interrompue par un appel téléphonique les avertissant de l'imminence d'une attaque. Ils quittent l'usine, emmenant avec eux deux femmes Styx, Vane et Hermione, deux sœurs jumelles. L'attaque de la Vieille Garde à l'usine se déroule presque sans faille, détruisant les larves de guerriers et tuant les femmes Styx. Pour se prémunir contre les Armagi, ils utilisent des bombes incendiaires pour détruire l'usine. Observant l'explosion, Vane, Hermione et Rebecca bis sont dévastées, mais Rebecca a un plan: elle emmènera Vane dans le monde intérieur, tandis que Rebecca bis et Hermione vont rester en surface pour engager des jeunes filles Styx, qui peuvent être assez avancées dans leur puberté pour participer à la Phase. Lorsque le groupe revient au Complexe, ils examinent les enregistrements des caméras de sécurité de l'usine, où ils découvrent la fuite des jumelles. Pendant ce temps, Chester remarque que sa mère n'agit pas normalement. Lorsque le groupe demande à Danforth de retracer l'appel qui a mis en garde les jumelles Rebecca, il leur dit qu'il les a lui-même appelées. Il est convaincu que les Styx sont plus évolués que les humains après avoir traduit le Livre de prolifération. Aigri par le gouvernement qui l’a exilé au manoir de Parry pour seule récompense de son travail acharné pendant la guerre froide, il leur dit que les Styx vont faire de lui le directeur de leur département de recherche. Il leur explique qu’il a eu l’intuition que les Styx iraient mener leur Phase dans le monde intérieur, et qu’aucun d’eux ne l’avait prédit. Il leur affirme également qu’Emily Rawls, qu'il a soumis à la lumière noire, couvrira sa fuite avec une ceinture d’explosifs sur elle. Alors que Danforth s’enfuit, Jeff Rawls, persuadé qu’il peut convaincre son épouse de se retirer, se rapproche d’elle. Elle se fait alors exploser, tuant Jeff sur le coup, et faisant s'effondrer le seul passage permettant de sortir du complexe. Pendant ce temps, Rebecca bis et son grand-père, le vieux Styx, ont repris un centre thermal dans le Kent, et l'utilisent pour produire plus de larves de guerriers. Pendant ce temps, dans le Complexe, l'ambiance est désastreuse: Will et ses alliés sont les seuls à savoir que la Phase est toujours en cours, et sont coupés du reste du monde avec seulement deux semaines d’air à leur disposition. Alors que ce temps est presque écoulé, Drake et Eddie formulent un plan désespéré: utiliser les explosifs stockés dans le complexe pour faire sauter un mur proche du bord de la montagne. Alors que le groupe récupère les explosifs, Parry révèle que le complexe est utilisé pour stocker des bombes nucléaires obsolètes. Dans le monde intérieur, Rebecca découvre que les niveaux élevés de rayonnement UV dans ce monde a considérablement accéléré le cycle de vie des Styx: Vane a implanté des sacs d'œufs dans plus de 300 hommes en une seule journée, les larves de guerriers éclosent déjà et Vane a développé deux nouveaux ovipositeurs et des paires supplémentaires de membres insectoïdes. En surface, le plan du groupe fonctionne, et ils s'échappent enfin du complexe. Parry révèle les têtes nucléaires, ce qui donne à Drake une idée: utiliser deux de ces dispositifs pour sceller les passages vers le monde intérieur, et ainsi contenir la Phase.
Partie 4 : Nucléaire
La moitié du groupe (Drake, Mme Burrows, Sweeney, Jiggs, Will, Elliott, le colonel Bismarck, et Colly) utilisent un van volé à la British Gas pour accéder à la maison anciennement détenue par la famille Burrows avant leur disparition, et, surtout, contenant le tunnel menant à la colonie. Eddie explique à Célia que les Styx connaissaient depuis toujours l’existence de la galerie, d’ailleurs baptisée «galerie de Jérôme», et dont le but était de surveiller Will et d’intervenir au plus vite si Sarah refaisait surface. Il raconte également que ce sont les Styx qui l’ont conditionnée à la lumière noire pour être en permanence devant la télé, et ainsi ne pas gêner leurs plans. Quant à Roger Burrows, son mari disparu dans le monde intérieur, son extraordinaire goût pour l’aventure et la recherche lui a été implanté par un conditionnement similaire. Will est extrêmement déçu, il commence à se dire que son père n’était pas réellement celui qu’il croyait… Célia, pris d’un accès de colère, frappe violemment Eddie à la tête, le faisant s’évanouir. Quand le groupe arrive à la colonie, ils arrivent juste à temps pour aider le nouvel officier en chef et les prisonniers libérés à renverser les Gouverneurs, les colons nommés par les Styx à des postes de pouvoir pour leur servir de marionnettes. Will reconnaît d’ailleurs son père biologique, mais se détourne de lui, car il a trahi Sarah, et a préféré prêter allégeance aux Styx. Célia décide de rester pour vivre avec l’officier en chef, alors qu’elle est toujours aveugle, ainsi qu’avec Colly, qui est enceinte de chatons de Bartleby. Drake révèle qu'il possède une seconde arme de destruction massive : un virus extrêmement puissant, qui tue tous les mammifères, y compris les humains et les Styx, qu'il a volé dans les laboratoires avant qu'ils ne soient détruits. Les colons leur fournissent un moyen de transport vers les profondeurs, où se trouve le Pore menant vers le monde intérieur. Arrivés au Pore, le groupe vole une foreuse Coprolite aux limiteurs, qui utilisaient ces êtres pacifiques comme esclaves pour creuser un tunnel vers le monde intérieur. Le groupe utilise ensuite la foreuse et des mini-fusées conçues par Drake pour voyager vers le monde intérieur, à travers la zone d’apesanteur. Après avoir posé les têtes nucléaires, le groupe est sur le point de quitter le monde intérieur quand ils sont pris en embuscade par Rebecca, Vane, et une patrouille de limiteurs, tirant sur le colonel Bismarck par surprise, et le tuant. Jiggs égalise les chances quand il sort de sa cachette et tue l'un des limiteurs avant d'être entraîné dans le cratère avec un autre, détournant l’attention des Styx assez longtemps pour permettre à Sweeney de tuer les derniers limiteurs. Voyant la victoire leur échapper, Rebecca essaie de tuer son vieil ennemi, Will, mais Drake s’interpose, reçoit la balle dans l’épaule et chute dans le cratère avec elle. Sweeney prend en otage Vane contre les limiteurs arrivant en renfort. Alors qu’il se débat toujours avec Rebecca en tombant dans le vide, Drake fait exploser les bombes, les condamnant certainement à mort, et scellant le monde intérieur. L'impulsion électromagnétique des explosions surcharge les circuits dans la tête de Sweeney, ce qui provoque sa mort soudaine. En tombant, il écrase le tube à essai contenant le virus, le libérant dans le monde intérieur. Le virus tue tous les mammifères, humains et Styx, sauf Will et Elliott, qui ont été vaccinés dans le Complexe. En surface, tandis que l'autre moitié du groupe cherche en vain le site de la seconde Phase, Chester tombe dans une profonde dépression sur la mort de ses parents.
Will et Elliott se retrouvent à vivre dans le monde intérieur, seuls. Tous les Néo-Germains ont été massacrés, laissant l’immense métropole vide, comme une ville fantôme. Les broussards eux aussi semblent avoir péri, seuls subsistent les poissons et les oiseaux, se chargeant de propager le virus sur toute la surface du monde intérieur. Alors que Will cherche en vain la dépouille de son père disparu, Elliott lui avoue qu’elle l’aime, et il la serre alors dans ses bras…
Épilogue
Le deuil de Rebecca bis sur la mort probable de sa sœur jumelle est interrompu quand le premier Armagi apparaît, et pousse un hurlement, marquant le début de la prolifération.

### Tome 6:Armageddon
Prologue
Jiggs vient d’égorger par surprise l’un des limiteurs escortant Rebecca et Vane, et il chute à grande vitesse avec le second dans le cratère menant à la zone d’apesanteur. Après avoir réussi à se défaire de son ennemi, il est projeté par le souffle de l’explosion lointaine. Il aperçoit un corps flottant à grande vitesse : il s’agit de Drake, auquel est accroché une Rebecca presque carbonisée. Après l’avoir emmené dans un vieil hydravion flottant parmi les gouttes d’eau géantes, Jiggs porte les premiers secours à Drake, qui a reçu une très forte dose de radiations à la suite de l’explosion nucléaire qu’il a frôlée de près. Il est à présent certain de mourir d’ici peu d’un cancer foudroyant, à la suite du mal des rayons, et sent son état se détériorer au fil du temps…
Partie 1 : Conséquences
Will et Elliott vivent toujours en harmonie avec la nature dans le monde intérieur, désormais totalement vide, à l’exception des oiseaux et des poissons. Ils s’aventurent dans la métropole afin de dénicher de la nourriture et des armes. C’est alors qu’ils font la rencontre de Jürgen et de Karl, son fils, deux survivants au virus, portant constamment des combinaisons étanches, et respirant de l’oxygène en bouteille. Leur seul espoir réside dans ces adolescents immunisés au virus, qui pourraient leur fournir des échantillons de sang et ainsi permettre de recréer un vaccin. Will et Elliott acceptent d’aller jusqu’à l’hôpital où ils vivent, et où se trouve Werner, le frère de Jürgen.
Pendant ce temps, en surface, la guerre se prépare, les Armagi ne tarderont pas à déferler sur l’Angleterre dans un premier temps, puis sur le monde ensuite. L’équipe de Parry a réussi à mettre la main sur un Armagi mort. Soumis à une stimulation électrique, son corps de simple Styx se développe pour former un monstre ailé quasi-translucide, avec de puissantes ailes. Malgré le fait qu’il se soit fait couper un bras, celui-ci a aussitôt repoussé, et une stimulation sur le bras peut agir sur l’Armagi lui-même. Il se réveille soudainement, tuant le scientifique en train de l’étudier, quand Parry ordonne sa désintégration. Il est alors complètement carbonisé, mais Parry est affolé : si la stimulation sur le bras a pu interagir à distance avec l’Armagi, alors d’autres sont peut-être en chemin. Il ordonne l’évacuation immédiate de l’équipe et de la Vieille Garde.
Dans l’hôpital Néo-Germain, Will et Elliott font la connaissance de Werner, un scientifique, qui crée un nouveau vaccin au virus à partir de leurs échantillons de sang. Les frères hébergent aussi un broussard, à la grande surprise de Will, et lui administrent le vaccin. Ceci provoque des effets étonnants sur lui, sa peau ressemblant à de l’écorce se détache, lui donnant enfin un aspect quasi-humain. Ils découvrent également que les sons qu’il émettait sont en fait bredouillés dans la langue des Styx, et Elliott s’empresse de communiquer avec lui, l’entendant répéter inlassablement «Ils sont revenus».
Partie 2 : La tour
Chester, toujours plongé dans une profonde dépression à la suite de la mort brutale de ses parents, vit dans une maison coupée du monde, près de la côte, avec Stéphanie et son grand-père Old Wilkie. Un jour, Parry vient lui rendre visite, pour l’emmener sur la plage. Ils sont pris en mains par une unité militaire, qui les amène à bord de l’USS Herald, un sous-marin nucléaire américain. Ils ont ensuite une conversation en visioconférence avec le président des États-Unis en personne, ainsi que Bob Harper, un des amis de Parry à l’état-major. Parry a emmené Chester afin qu’il puisse raconter sa vision de l’histoire qu’il a vécue, pour convaincre le président d’agir contre la menace Styx. Le président est touché par le récit de l’adolescent, en particulier par la mort de ses parents. Il évoque une taupe infiltrée chez les Styx, information apparemment confidentielle qui éveille la curiosité de Chester. Ils sont ensuite mis en liaison avec le gouvernement Britannique, qui n’a pas suivi les recommandations de Parry, que ce soit pour le contrôle systématique à la Purge pour empêcher toute intrusion de personne conditionnée à la lumière noire, ou pour le lieu de réunion, qui ne devait absolument pas se dérouler au palais de Westminster. N’ayant pas suivi le rapport de Parry à ce sujet, le Premier Ministre a décidé de se réunir en ce lieu précis, et c’est à ce moment que les Styx font exploser le plafond de la Cité Éternelle, comme Drake l’avait deviné, faisant disparaître le palais dans un immense panache de fumée. La réunion s’achève brutalement quand tout le monde comprend que le Premier Ministre et tout son gouvernement ont péri.
Will, Elliott, Jürgen et le broussard, rebaptisé «Ligneux» par Will, font route vers la pyramide près de leur campement, suivis par Werner et Karl à l’arrière du convoi. Ils cherchent d’éventuels broussards survivants, éventuellement réfugiés dans les pyramides. Ligneux les guide, et les fait entrer dans la pyramide. Ils revoient les peintures que Will et le Dr Burrows ont déjà rencontrées, avant que ce dernier ne se fasse tuer. Les peintures représentent les continents en surface de manière extrêmement précise, ce qui intrigue Will et Jürgen. Ligneux les emmène dans une grande salle, où il prend la main d’Elliott et lui pose sur un panneau. Une décharge de lumière éclaire la pièce, puis une colossale déferlante de vent soulève toutes les pierres de la pyramide, puis la jungle tout entière. Will, Elliott, Jürgen et Ligneux sont étrangement indemnes, mais lorsque la déferlante cesse, la jungle a disparu sur plusieurs kilomètres, laissant une terre vierge de tout végétation. La pyramide, quant à elle, revêt une surface étrangement lisse, comme neuve, à la suite de la disparition des pierres, alors que le bâtiment est censé dater de plusieurs dizaines de milliers d’années… Au loin, entre les trois pyramides, s’élève une immense tour, sortant de terre.
Dans la colonie, Célia vit toujours avec l’officier en chef, et remarque avec amusement que l’un des chatons de Colly est le portrait craché de son père, Bartleby. Il est ainsi surnommé comme son paternel. C’est alors qu’on annonce à l’officier des quantités inimaginables d’eaux arrivant par le labyrinthe. C’est l’eau de la Tamise, qui se déverse depuis la Cité Éternelle. Les colons se serrent les coudes pour lutter contre cette arrivée soudaine d’eau qui risque de les noyer.
En surface, alors que Chester surprend une discussion en Parry et Old Wilkie, il comprend que la taupe infiltrée chez les Styx est en réalité Danforth, qui informe régulièrement Parry des agissements des Styx. Chester est fou de rage, car il le considère comme responsable de la mort de ses parents, et considère Parry comme un traître. Il décide de s’enfuir de la maison, et tire un coup de feu en l’air pour intimider Parry. C’est alors qu’un Armagi, attiré par la détonation, arrive à la vitesse de l’éclair. Ce qui sauve Chester est une flèche qui vient se planter dans la nuque de l’Armagi, tirée par celle que Chester n’aurait jamais cru revoir : Martha. En effet elle a survécu au Lumineux qui la pourchassait en surface, et l’a apprivoisé. Celui-ci a donné naissance à plusieurs autres «fées», comme les appelle Martha, qui sont sous ses ordres. Chester décide de fuir avec Martha, malgré les supplications de Stéphanie.  Celle-ci décide tout de même de les suivre, car secrètement amoureuse de Chester. Les jours suivants, Martha propose à Chester d’utiliser le flair de ses Lumineux pour retrouver celui qu’il  hait le plus au monde, Danforth. Après avoir senti son odeur sur la Purge de Chester, ils se mettent en chasse.
Pendant ce temps, Drake et Jiggs sont remontés en surface par le port souterrain, et rencontrent des survivants aux Armagi, résistants comme ils le peuvent à cette menace. De leur côté, Will, Elliott et Jürgen montent au sommet de la tour, dans une salle où la jeune fille «projette» des images sur les murs, comme par magie. Il s’agit des continents de la surface, puis ils zooment sur Londres, et aperçoivent le trou béant creusé par l’effondrement de la Cité Éternelle. Elliott semble pouvoir interagir avec la tour, sans savoir pourquoi. Son comportement est des plus étranges, elle semble désespérée par l’absence d’un certain objet, volé ici il y a longtemps, et qu’elle veut aller chercher en surface. Elle décide de s’y rendre grâce à un téléporteur que la tour crée pour elle, accompagnée de Will, qu’elle a supplié de venir avec elle. Ils installent la tente de décontamination devant le téléporteur, en l’absence de Jürgen, Werner et Karl, qui sont repartis vers leur poste avancé chercher des vivres. Elliott affirme que le téléporteur va les conduire à Londres, et tous les deux s’avancent, le traversent, et quittent le monde intérieur.
Partie 3 : Bishops Wood
Ils atterrissent à Bishops Wood, au nord de Londres, en pleine nuit. Ils doivent se cacher des Armagi qui sont absolument partout, infestant la ville. Ils rencontrent un survivant, David, qui se cache dans sa maison depuis le début de l’attaque Styx. Will et Elliott repensent à la balise à basse fréquence que leur a donnée Drake, et décident de la réactiver, étant prêts à courir le risque de recevoir une visite inattendue. À ce moment, Drake et Jiggs captent le signal, à leur grande surprise. Quelqu’un a réussi à sortir du monde intérieur, pourtant scellé depuis l’explosion des têtes nucléaires ! Ils se mettent aussitôt en route pour Londres. Mais ils ne sont pas les seuls à capter le signal : Danforth, qui n’a pas pensé à cacher cette fréquence aux Styx, capte lui aussi le signal, et se sent obligé d’avertir le vieux Styx de la présence d’un intrus. Celui-ci l’informe que les Armagi vont enfin attaquer le GCHQ, le centre de renseignements Britannique, pour frapper un grand coup.
Alors que Will s’extasie devant les sculptures végétales d’une grande maison, Elliott y entre ne courant, comme attirée. Arrivée au grenier, elle tombe face à des corps mutilés et en décomposition, avec des centaines de larves Styx en train de grandir… L’un des bébés se met à pleurer, appelant ses semblables, des Armagi adultes. Elliott se taillade la paume de la main au couteau, et répand son sang sur Will, afin de le protéger des deux Armagi ayant surgi dans le grenier. Ceux-ci sentent l’odeur des Styx, et se détournent finalement. Les deux adolescents s’enfuient, terrifiés.
L’attaque du GCHQ se prépare, des centaines d’Armagi se rapprochent du bâtiment, en forme de beignet, au centre de Londres. Le vieux Styx annonce à Danforth que sa collaboration s’arrête ici, et qu’il ne lui est plus d’aucune utilité. Il demande à deux limiteurs de l’emmener avec le capitaine Franz et de les exécuter. Derrière un immeuble, les limiteurs sont sur le point d’en finir, mais ils sont attaqués par un Lumineux, qui surveille Danforth en permanence. À ce moment-là, lorsque des milliers d’Armagi ont pénétré dans le GCHQ, le bâtiment, évacué, explose soudainement. Parry est derrière tout ça, il a été prévenu par Danforth et a pu préparer cette attaque surprise. Alors que l’explosion souffle le vieux Styx et Hermione, Danforth prend Franz en otage pour se protéger de Rebecca bis, alors qu’il est exfiltré par les hélicoptères furtifs de Parry, fournis par Bob.
Pendant ce temps, Chester fonce en 4x4 à toute allure sur l’autoroute, les Lumineux se chargeant d’éliminer les Armagi au fur et à mesure. Martha le supplie de s’arrêter pour permettre à ses fées de se reposer, mais celui-ci est transformé par la rage. Stéphanie se fâche violemment avec lui, avant qu’il ne parvienne à la convaincre de rentrer dans le 4x4 et de repartir.
Will et Elliott pénètrent dans le British Museum, apparemment le lieu où se trouve l’objet recherché par la jeune fille. Devant entrer par effraction, ils trouvent finalement un sarcophage de momie égyptienne, qu’ils détruisent en faisant tomber une statue dessus. Le sceptre se trouve là, à l’intérieur de la pierre du sarcophage, caché depuis des milliers d’années. C’est une réplique miniature de la tour du monde intérieur, et c’est bien l’objet que cherchait Elliott. En ressortant, ils entendent des explosions, puis tombent nez à nez avec un char d’assaut, conduit par Jiggs, et dont Drake sort de l’écoutille. Des centaines d’Armagi arrivent, Elliott monte dans le char, suivie par Will, mais celui est attrapé par l’un des Armagi, qui le projette en arrière. Drake ne peut rien faire  pour lui, et ne peut que l’abandonner, malgré les pleurs d’Elliott. Ils sortent en trombe du musée, chargés par une armée de ces monstres en furie. Ils tirent à la tourelle pour les repousser comme ils peuvent, mais la situation est désespérée. Ils appliquent donc la Manœuvre du crabe fantôme, consistant à faire les morts en s’ensevelissant sous un bâtiment qui s’effondre sur eux.
Will est perdu, des Armagi arrivent par dizaines autour de lui, le frappant avec une violence inouïe. Il sait que sa mort est proche, et que rien ne peut plus le sauver, il est encerclé, de toute part, par les Armagi venant du ciel. Alors qu’il est à terre, agonisant, sur le point de succomber, il entend le klaxon d’une voiture, et s’évanouit.
Partie 4 : Grabuge
À la demande d’Elliott, le char fait route vers la cathédrale Saint-Paul. À l’intérieur, Elliott, toujours guidée par sa voix intérieure, fait tourner la bague au centre du sceptre, et produit une intense lumière bleue, illuminant la cathédrale, puis créant une puissante déferlante de vent, semblable à celle ayant soufflé la pyramide et la jungle. Cette fois-ci, le dôme de la cathédrale s’envole de la même manière, à la grande surprise de Drake. C’est alors des dizaines d’Armagi qui entrent, un par un, dans la cathédrale, et se posent tout autour du cercle de lumière bleue créé par Elliott. Drake se sent soudain épuisé, vidé de ses forces par le mal des rayons, aux portes de la mort. Elliott se tranche alors l’avant-bras, et badigeonne son ami de sang, pour qu’il puisse regagner le char et échapper aux Armagi.
Danforth guide les hélicoptères vers la cathédrale, quand Parry reçoit un appel de Bob. Celui-ci veut l’avertir que des bombes nucléaires ont été tirées par les américains, et se dirigent droit sur Londres et sur la côte, pour arrêter à tout prix la prolifération des Armagi. Parry le supplie d’abandonner l’attaque, mais un consensus international a été trouvé, et toutes les nations du monde sont d’accord pour agir de cette manière. Parry essaye de le convaincre, en lui montrant les milliers d’Armagi se postant autour de la cathédrale.
Le char s’apprête à sortir, quand une Bentley s’arrête sur le perron de la cathédrale, et que le vieux Styx, Hermione et Rebecca bis en sortent. C’est le moment de la confrontation finale.
Danforth, qui est sorti de l’hélicoptère pour tenter d’établir la liaison radio avec les occupants du char, tombe nez à nez avec Chester, Martha et Stéphanie. Chester est fou de rage, et menace de le tuer d’un coup de fusil. Danforth, que sa mort n’inquiète pas, lui explique que s’il meurt, il ne pourra pas prévenir les occupants du char qu’une bombe nucléaire se dirige sur eux. Chester reste sourd mais pas Stéphanie, qui décide d’agir. Elle attrape la machette de Martha et la place sous la gorge de la femme, espérant influer sur Chester. Celui-ci lui crie qu’il se moque de Martha, ce qui bouleverse cette dernière. Elle lui tire un carreau de son arbalète dans la nuque, et il s’effondre, mort. Martha ne fait aucun mal à Stéphanie, et elle appelle ses fées qui la prennent et s’envolent avec elle, vers d’autres horizons. Danforth remercie Stéphanie et s’en va vers la cathédrale.
Des dizaines de snipers de Parry se postent sur les toits. Elliott décide de sortir de la cathédrale, accompagnée de Drake. Un limiteur fouille le char, mais ne trouve pas Jiggs, qui s’est à nouveau fondu parfaitement dans son environnement. Hermione exhibe Will, sérieusement amoché par sa rencontre avec les Armagi, pour intimider Elliott. À ce moment-là, elle introduit son ovipositeur dans sa trachée, et dépose des sacs d’œufs directement dans son estomac. Les larves Styx vont dévorer l’adolescent de l’intérieur. Drake, fou de rage, se précipite sur la femme Styx, reçoit deux balles de sniper dans le torse, et s’effondre aux pieds d’Elliott. Celle-ci pleure son ami en train de partir, et celui-ci s’éteint dans ses bras, lui demandant de mettre un terme à cette folie.
Parry comprend que des snipers Styx sont postés à portée de tir. Il ordonne à ses propres snipers de les chercher et de les éliminer. Elliott saisit l’occasion que lui a donnée Drake, et attrape le sceptre dans son dos. Elle explique à Hermione, Rebecca bis et le vieux Styx comment leurs semblables sont morts dans le monde intérieur. Puis elle raconte qu’il y a des millions d’années, les Styx et les humains vivaient dans un immense vaisseau, la Terre, avec laquelle ils sont arrivés dans ce système solaire. Ils sont remontés en surface pour régler un problème de fuite d’atmosphère, mais ne sont jamais redescendus. Ils n’ont commencé à ressembler aux humains que depuis la dernière phase, alors qu’ils arboraient l’aspect des Armagi précédemment. Les larves se nourrissant de l’ADN de leurs hôtes, les Styx ont alors pris l’aspect des humains, qui avaient été créés pour les servir. Mais sans personne pour barrer le vaisseau, celui-ci s’est retrouvé en orbite autour du soleil. Les Styx ont oublié leur raison d’être.
Hermione est folle de rage, elle ordonne aux snipers de tirer sur Elliott, mais ceux-ci ont déjà été neutralisés par les snipers de Parry. Le vieux Styx sort alors un revolver, mais est abattu par une balle de sniper, tout comme les deux limiteurs qui avaient sorti leur carabine. Hermione ordonne alors à ses Armagi de l’attaquer, mais ils ne pourront pas faire de mal à une Styx. Elliott crie aux snipers de ne pas tirer sur Hermione, et celle-ci se jette sur elle. Elliott hurle alors, et de grands membres insectoïdes lui déchirent sa peau et sortent de son dos. Hermione est stupéfaite, et la jeune fille la tient à distance avec ses membres de femme Styx.
Danforth arrive en courant, se fraye un chemin parmi les Armagi, et annonce à Elliott que des bombes nucléaires se dirigent sur eux, et qu’elle doit faire ce qui est en son pouvoir pour agir. Elle transforme alors le sceptre en trident, et frappe au sol de toutes ses forces. Tous les Armagi du monde sont alors réduits en charpie. Parry transmet les images à Bob, et celui-ci place alors l’attaque en standby.
Elliott fonce vers Will, alors que les Styx commencent à se sentir mal. Jiggs est déjà en train de l’examiner, il affirme qu’il faut l’opérer de toute urgence, pour extraire les larves de Styx mortes de son estomac. Elliott dit adieu à son ami, en l’embrassant sur le front, puis elle parle à la radio avec son père, dit qu’elle est désolée, et qu’elle a fait tout ce qu’elle pouvait. Il lui répond qu’il extrêmement fier d’elle. Les Styx disparaissent alors tous dans un panache de fumée rouge.
Will reprend connaissance dans un lit d’hôpital. Jiggs lui explique qu’il est le seul humain à avoir survécu à une fécondation par une femme Styx. Il a dû l’opérer d’urgence, avec les moyens du bord, et Will remarque l’énorme balafre qu’il a tout le long du ventre et de la poitrine. Il est néanmoins sain et sauf, et c’est tout ce qui compte.
Elliott et les Styx réapparaissent dans le monde intérieur, et la jeune fille se cache dans la tour, alors que les autres Styx vont périr du virus répandu dans ce monde. Au bout de quelques jours, la tour s’ouvre et la laisse s’en aller, elle découvre alors un monde vide de toute présence Styx, un tapis d’herbe a repoussé là où la jungle était partie. Elliott se sent très seule…
Parry est à présent à la tête du gouvernement Britannique de transition, et se charge des conséquences de ces évènements avec les autres gouvernements du monde. Les gens commencent à remarquer que le soleil paraît s’éloigner de la Terre, comme si le vaisseau avait repris sa route. Elliott a activé le «rappel», n’ayant plus aucune chance d’atteindre sa destination d’origine, elle a préféré rentrer dans leur vrai monde.
Épilogue
Will est convalescent, dans la maison de l’officier en chef, où il vit avec Célia. Le chaton Bartleby est soudain hostile à lui, et Célia affirme derrière la porte à l’officier qu’elle sent une présence Styx dans la maison. Will comprend alors. Jiggs a affirmé que les larves qu’il a extraites de son corps ont laissé des enzymes dans son corps, avec une partie de leur ADN. Serait-il en train de se transformer… ? En Styx… ?
Le livre s’achève de cette manière. Nous pouvons donc penser que Will va effectivement se transformer en Styx, et disparaître lui aussi dans le monde intérieur, où il retrouvera sa bien-aimée, Elliott, qu’il chérit depuis toujours sans le lui avoir jamais dit. Ils pourront enfin vivre la vie qu’ils ont rêvée, heureux pour toujours, et repeupleront le monde intérieur de leurs descendants, en chemin vers leur monde d’origine…